# Iodanthus
Iodanthus é um género botânico pertencente à família Brassicaceae.